# Saint-Philippe (illa de la Reunió)
Saint-Philippe és un municipi de l'illa de la Reunió. L'any 2006 tenia 5.030 habitants. Limita amb els municipis de Saint-Joseph i Sainte-Rose.

## Administració
| Període | Identitat     | Partit |
| ------- | ------------- | ------ |
| 2001-   | Hugues Salvan |        |